# 池殷成
池殷成（1991年8月3日—），韓國男演員，另一譯名為池恩誠。2013年出道，2016年在KBS2電視劇《我心中的花雨》中飾演滿腔正義熱血的法律系大學生朴善浩一角。因此角為該劇的主要角色之一，故其表現備受大眾關注。

## 演出作品

### 電視劇
| 年份   | 電視台        | 劇名                     | 飾演角色 | 備註       |
| 2013年 | JTBC          | 《宮中殘酷史－花的戰爭》 | 麟坪大君 |            |
| 2014年 | tvN           | 《三劍客》               | 昭顯世子 | 青年       |
| 2014年 | SBS           | 《媽媽的選擇》           | 吳振旭   | 第一男主角 |
| 2015年 | MBC           | 《輝煌或瘋狂》           | 王源     |            |
| 2015年 | SBS           | 《The Ace》              | 金俊     |            |
| 2016年 | KBS2          | 《我心中的花雨》         | 朴善浩   | 第二男主角 |
| 2016年 | NAVER TV cast | 《噩夢老師》             | 高奇泰   |            |
| 2017年 | MBC           | 《逆流》                 | 金在民   |            |

### 電影
| 年份   | 片名     | 飾演角色 | 備註 |
| 2016年 | 《奧萊》 | 重弼     | 青年 |

## 備註
1. ↑  成年角色由演員李陣郁飾演
2. ↑  成年角色由演員申河均飾演

## 外部連結
- 池殷成的Cyworld專頁